# Адольф Кіфер
Адольф Густав Кіфер (англ. Adolph Gustav Kiefer; 27 червня 1918, Чикаго, США — 5 травня, 2017, Водсворт, США) — американський плавець, олімпійський чемпіон (1936).
У 1935 році першим у світі проплив дистанцію 100 ярдів менш ніж за одну хвилину. На Олімпійських іграх 1936 року в Берліні переміг на дистанції 100 м на спині з олімпійським рекордом, який був побитий тільки в 1956 році.
За період з 1935 по 1944 рік встановив 17 світових рекордів у плаванні, що були побиті тільки в 1950 році.
Під час Другої світової війни він служив на флоті США. Вивчивши документи про число осіб, які потонули під час загибелі кораблів, встановив, що багато з них не вміли плавати. Лейтенант Адольф Густав був призначений відповідальним за навчання плавання у ВМФ США. Він оновив всю програму підготовки інструкторів з плавання флоту.
Пізніше він був радником з питань спорту та харчування при трьох американських президентах. Заснував свою власну компанію з різними дочірніми компаніями, які займалися виробництвом плавальних басейнів і пов'язаних з плаванням товарів.
Прожив найдовше з усіх олімпійських чемпіонів.